# Гори море
Гори море (итал. Fuocoammare) је италијански документарни филм из 2016. режисера Ђанфранка Розија. Филм је освојио Златног медведа на 66. Берлинском међународном филмском фестивалу и номинован је за Оскара за најбољи документарни играни филм на 89. додели Оскара. Такође је изабран као италијански кандидат за награду Оскар у категорији најбољи филм на страном језику, али није ушао у ужи избор кандидата.

## Преглед
Филм је снимљен на сицилијанском острву Лампедуза током европске мигрантске кризе и прати опасан прелазак миграната преко Медитерана у позадини обичног живота острвљана. Главни јунаци су дванаестогодишњи дечак из локалне рибарске породице и лекар који лечи мигранте по њиховом доласку.
У свом говору на пријему награде Златни медвед, Рози је навео да је његова намера била да повећа свест о ситуацији са мигрантима, рекавши: „Није прихватљиво да људи умиру прелазећи море да би побегли од трагедија.

## Прича
Младић, Самуеле Пучило, сече рачвасту гранчицу бора да би направио праћку. Са својим пријатељем Матијасом Куцином, тада ужива у резбарењу очију и уста на неким опунцијама и бацању камења праћком, замишљајући да је непријатељска војска. То се дешава на острву Лампедуза, док људи из окружне канцеларије италијанске морнарице, који су путем радија примили молбу за помоћ, активирају потрагу на мору са морнаричким јединицама и хеликоптерима обалске страже. У међувремену, живот на острву се наставља. Домаћица Марија Сињорело, док спрема ручак, слуша локалну радио станицу коју води Пипо Фрагапане који емитује музику и песме на захтев и даје вести о дешавањима на мору.
Избеглице и мигранти из Северне Африке на претрпаним чамцима се укрцавају на бродове обалске страже, а затим, претоварени на копље и патролне чамце, изводе на обалу. Овде налазе Пјетра Бартола, лекара који води амбуланту на Лампедузи и који годинама први пут посећује сваког мигранта који се искрца на острво. Потом су пребачени аутобусом до прихватног центра за имигранте на Лампедузи, претресени и фотографисани. Самуеле разговара са Франческом Манином, рођаком рибаром који му прича о томе када је био морнар на трговачким бродовима, живећи увек на броду шест, седам месеци, између неба и мора. Ронилац, Франческо Патерна, рони у лов на морске јежеве упркос узбурканом мору.
Код куће, за време грмљавине, Самуеле учи, а затим слуша своју баку Марију Косту, која му прича о томе када су, током Другог светског рата, ноћу пролазили војни бродови бацајући лаке ракете у ваздух и када је море постало црвено, чинило се да је „ватра на мору“. Марија Сињорело зове радио да посвети веселу свинг песму Фуокомаре свом сину рибару, желећи да се лоше време ускоро заврши како би он могао да изађе на чамац на посао. У међувремену се емитује песма, у прихватном центру за имигранте група избеглица пева песму праћену причом о својим перипетијама.
Др Бартоло, показујући фотографију чамца са 860 људи, говори о онима који нису успели. Нарочито о онима који данима плове испод палубе, уморни, гладни, дехидрирани, натопљени горивом. Потресен и узнемирен, доктор прича колико је могао да излечи, а колико је, међутим, морало да прегледа тела пронађена у мору, укључујући многе жене и децу, што је отежавало навикавање. Док Самуеле одраста и суочава се са потешкоћама да постане морнар, трагедија миграната и посвећеност спасилаца се наставља на мору.

## Пријем
Филм има оцену од 95% на Rotten Tomatoes на основу 93 критике, са просечном оценом 7,82 од 10. Критички консензус веб-сајта наводи: Ватра на мору нуди бистар, али емпатичан поглед на део света чији терен многима можда није познат, али чија прича људи остаје универзална“. Такође има оцену 87 од 100 на порталу Метакритик, на основу критика 20 критичара, што указује на „универзално признање“.
Мерил Стрип се као председница берлинског жирија изразила изразито позитивно о филму. Ендру Пулвер, који је писао за Гардијан, описао је документарац као да има „посебан, хуман филмски стил“ и да је „збирка ситних детаља који се, готово осмозом, претварају у шокантно откривање механике кризе“. Он је похвално говорио о томе што је редитељ трагедији приступио индиректно, преко народа Лампедузе. Филм је ценио и италијански премијер Матео Ренци, који је изјавио да ће са собом понети 27 примерака ДВД-а филма на седницу Европског савета. Сваки од примерака је дат шефу државе или владе Европске уније.
The Economist је сматрао да филм има „прелепу кинематографију и ужасне слике, али и чудне изборе и мутне приоритете“ и оспоравао је недостатак везе између избегличке кризе и утицаја који је имао на животе острвљана са којима смо разговарали.
Гардијан је 2019. године поставио Ватру на мору на 53. место у својој листи 100 најбољих филмова 21. века.